# Samira Kentrić
Samira Kentrić, slovenska vizualna umetnica in ilustratorka, * 1976, Ljubljana.
Diplomirala je na Akademiji za likovno umetnost in oblikovanje v Ljubljani, smer vizualne komunikacije. Izdala je grafične romane Balkanalije (2015), Pismo Adni (2016) in Adna (2020). Na 13. Slovenskem bienalu ilustracije je prejela pohvalo žirije za likovne podobe iz Adne. Leta 2022 je mednarodno združenje ustvarjalcev cestnih časopisov za najboljšo naslovnico leta izbralo njeno naslovnica časopisa Kralji ulice.